# Batalha de Plateias
A Batalha de Plateias (FO 1943: Platéias) foi o último combate das Guerras Médicas no sul da Grécia. Foi travada na planície de Plateias, na arenosa região da Beócia, em 27 de agosto de 479 a.C., entre uma aliança de cidades-Estado gregas que incluía Esparta, Atenas, Corinto e Mégara, de um lado, e, de outro, o Império Aquemênida.
Os gregos haviam reunido uma força nunca antes vista naquelas paragens, mas ainda assim inferior às tropas persas comandadas por Mardônio. Por 12 dias, os exércitos apenas se mediram à distância. A batalha começou quando os gregos resolveram fingir um recuo. A ideia era dar tempo para tropas de várias cidades se agruparem. Entusiasmados, os persas cruzaram o rio que os separava dos gregos e atacaram. Quando Mardônio conduziu sua cavalaria pelo vale, já lhe estava reservada a derrota, pois a ele opunha-se a mais formidável infantaria da Grécia. Cercado por mil guerreiros, o general persa Mardônio acabou tendo o crânio esmagado por uma pedra lançada por Aimnesto. Como consequência do enfrentamento, os persas foram rechaçados da Grécia. Os gregos usavam armas de ferro e os persas não.[carece de fontes?]
O resultado da batalha foi altamente favorável para os gregos: segundo Heródoto, somente 43 000 dos 300 000 persas sobreviveram, com apenas 159 mortos entre os gregos (estes dados são contestados por alguns historiadores). Os sobreviventes do exército persa tentaram retirar-se para a Ásia Menor mas foram atacados e dizimados pelas forças de Alexandre I da Macedônia. Embora o Império Aquemênida continuasse a interferir na política grega até a conquista por Alexandre, o Grande, não voltaria a tentar a anexação da Grécia continental.